# Tryckregulator
En bränsletryckregulator är en kanister eller behållare som fångar upp bränslet på en återföringsledning mellan insprutningsmekanismen och bränsletanken i en bil med insprutningsmotor. Tryckregulatorn gör att ett konstant tryck kan hållas i den del av bränslesystemet som är närmast motorn.

## Medicinsk teknik
Inom medicinsk teknik används tryckregulatorer för att säkerställa ett konstant tryck på gaserna som skall användas.